# Alois Tučný
Alois Tučný (4. června 1881 Frenštát pod Radhoštěm – 10. dubna 1940 Praha) ,byl československý politik, odborový předák, meziválečný ministr a poslanec Národního shromáždění za Československou stranu národně socialistickou.

## Biografie
Vyučil se typografem a působil na Moravě. Už roku 1912 se stal tajemníkem ústředny Československé obce dělnické, odborové organizace napojené na národní socialisty. V této funkci vytrval až do roku 1939.
V letech 1918–1920 zasedal v Revolučním národním shromáždění. V parlamentních volbách v roce 1920 získal poslanecké křeslo v Národním shromáždění. Mandát v parlamentních volbách v roce 1925 obhájil a do parlamentu se dostal i po parlamentních volbách v roce 1929 a opět po parlamentních volbách v roce 1935. Mandát si oficiálně podržel do zániku parlamentu v roce 1939, přičemž ještě v prosinci 1938 přestoupil do poslaneckého klubu nově utvořené Strany národní jednoty.
Post tajemníka Československé obce dělnické zastával i k roku 1935. Bydlel v Praze.
Na 10. sjezdu národních socialistů roku 1924 bylo rozhodnuto, že brožura Organisace průmyslové a zemědělské výroby - aktuelní program hospodářsko-sociální, kterou napsal Alois Tučný, bude dočasně použita jako jedna z částí oficiálního programu strany. V roce 1930 pak Alois Tučný zasedl v programové komisi strany.
Kromě poslaneckých postů byl členem několika vlád. V letech 1921–1922 se stal ministrem veřejných prací ve vládě Edvarda Beneše. V první vládě Antonína Švehly byl v letech 1922–1924 ministrem pošt a telegrafů. Ve druhé vládě Antonína Švehly byl v letech 1925–1926 ministrem veřejného zdravotnictví a tělesné výchovy. Do kabinetu se vrátil ve 30. letech 20. století. V letech 1936–1938 zastával v druhé vládě Milana Hodži a třetí vládě Milana Hodži post ministra pošt a telegrafů.